# Totogan
Totogan is een bestuurslaag in het regentschap Kebumen van de provincie Midden-Java, Indonesië. Totogan telt 1611 inwoners (volkstelling 2010).